# 마르틴에어
마르틴에어(영어: Martinair, 네덜란드어: Martinair Holland N.V.)는 에어프랑스-KLM 자회사에 속한 네덜란드의 화물 항공사로 허브 공항은 스히폴 국제공항이 있으며 본사는 네덜란드 스히폴 국제공항과 하를렘머메어에 위치해 있으며 계열사는 마르틴에어 플라이 스쿨이 있다. 주로 운항하는 노선은 중동 지역을 비롯해, 극동, 유럽, 아메리카, 아프리카 지역을 운항하고 있다.

## 역사
항공사 1대와 직원 5명으로 마르틴 슈뢰더와 존 블록과 함께 1958년 5월 24일 설립되었다. 1963년 마르틴 슈뢰더는 회사의 운송 회사의 주주 49%를 매각했는데 이들은 궁극적으로 네들로이드와 함께 12.25%씩 매각했다. KLM은 나중에 마르틴 슈뢰더가 소유하고 있는 지분 50%를 구입을 했다. 1966년에 현재의 사명으로 변경되었다. 1967년에 미국에 사업의 개방했다. 1971년 모든 항공기가 작동되었다.
1991년 마르틴에어 카고란 이름을 가진 첫 번째 항공기가 도입된 네덜란드는 모든 항공기에서 투하된다. 2003년 통계에서 1996년에 비해 58% 증가했으며 콜롬비아의 화물사인 탬파 카고와 메델린에 본사와 함께 40%의 주식을 샀으나 2008년 2월에 다시 매각됐다.
상업 항공기에 공헌을 위해 1995년에 토니 자니스 상을 수상한 최고 경영자 마르틴 슈뢰더는 1998년에 정식 은퇴했다.
보잉 767-300ER 항공기는 암스테르담 스히폴 국제공항을 이륙했다. 2008년 브뤼셀의 유럽위원회는 KLM 단독 소유자를 포기하고 네들로이드의 주식을 구입하는 KLM의 제안을 거절했다. 2007년 6월 KLM 주주를 원했던 이 회사는 2008년 유럽위원회에서 발표해 허가가 떨어졌다. 나머지 주식의 양도는 2008년 12월 31일에 개최되었다.
2007년 11월, 화물의 활동이나 대륙간 비행에 집중하기 위해 단거리 운항을 중단했다. 하지만 유럽 위원회에 적발되면서 2010년 11월 가격 조작의 조사한 유럽 위원회는 벌금 29.5백만 유로 이하 벌금을 물었다. 같은 해 9월에 구조 조정이 되면서 여객 노선을 KLM에 양도 후 2011년 11월부터 모든 여객 서비스를 중단하고 현재는 화물 노선만 운항하고 있다.

## 운항 노선
- 2015년 4월 기준으로 마르틴에어는 다음과 같은 노선을 운항하고 있다.

## 보유 기종
- 2020년 10월 기준으로 마르틴에어는 다음과 같은 기종을 보유하고 있다.[8][9][10]

## 사건 및 사고
- 마르틴에어 138편 충돌 사고[13]
- 마르틴에어 495편 충돌 사고[14]

## 사진

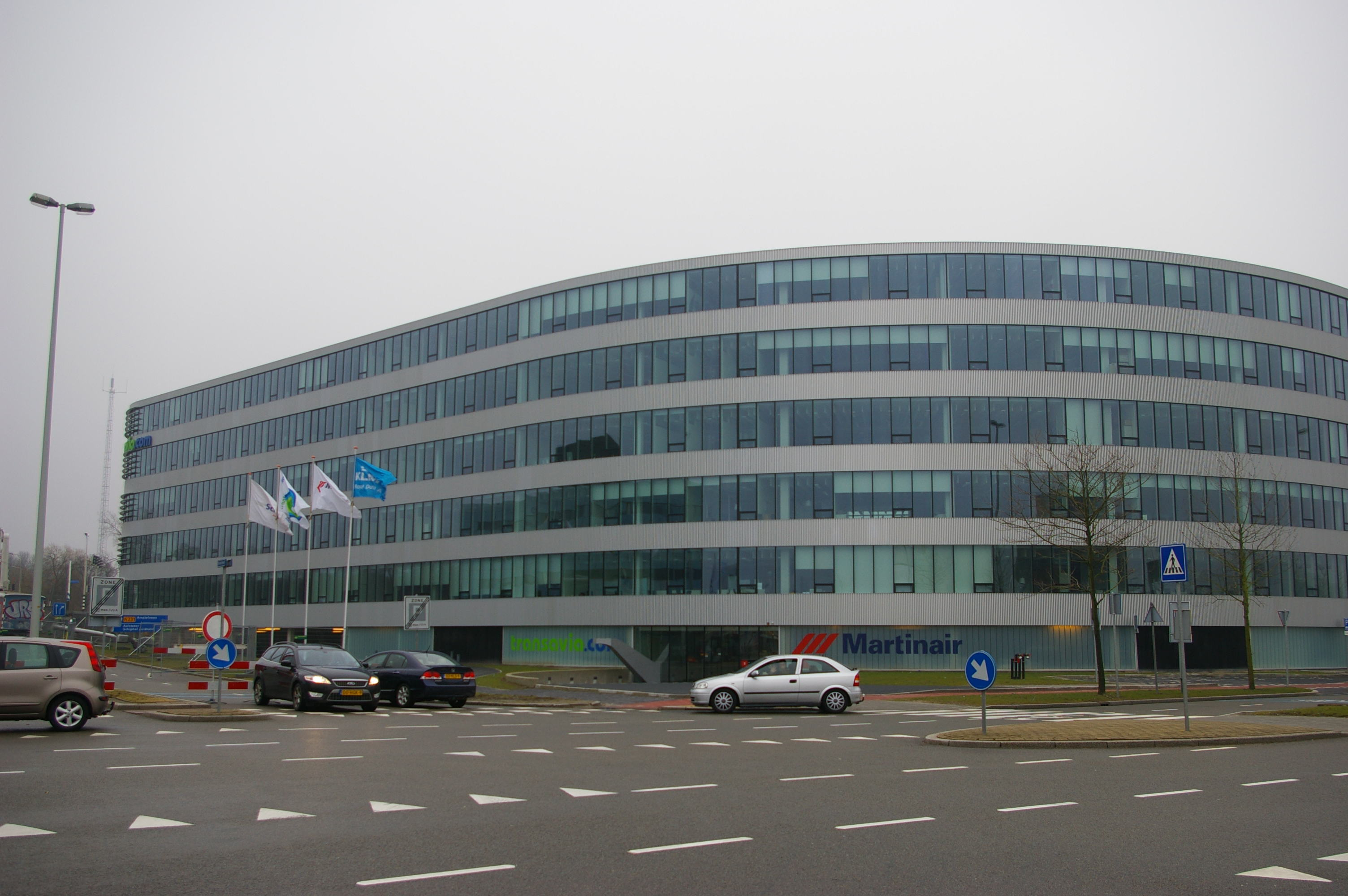
마르틴 에어와 트랜스아비아닷컴의 본사 전경
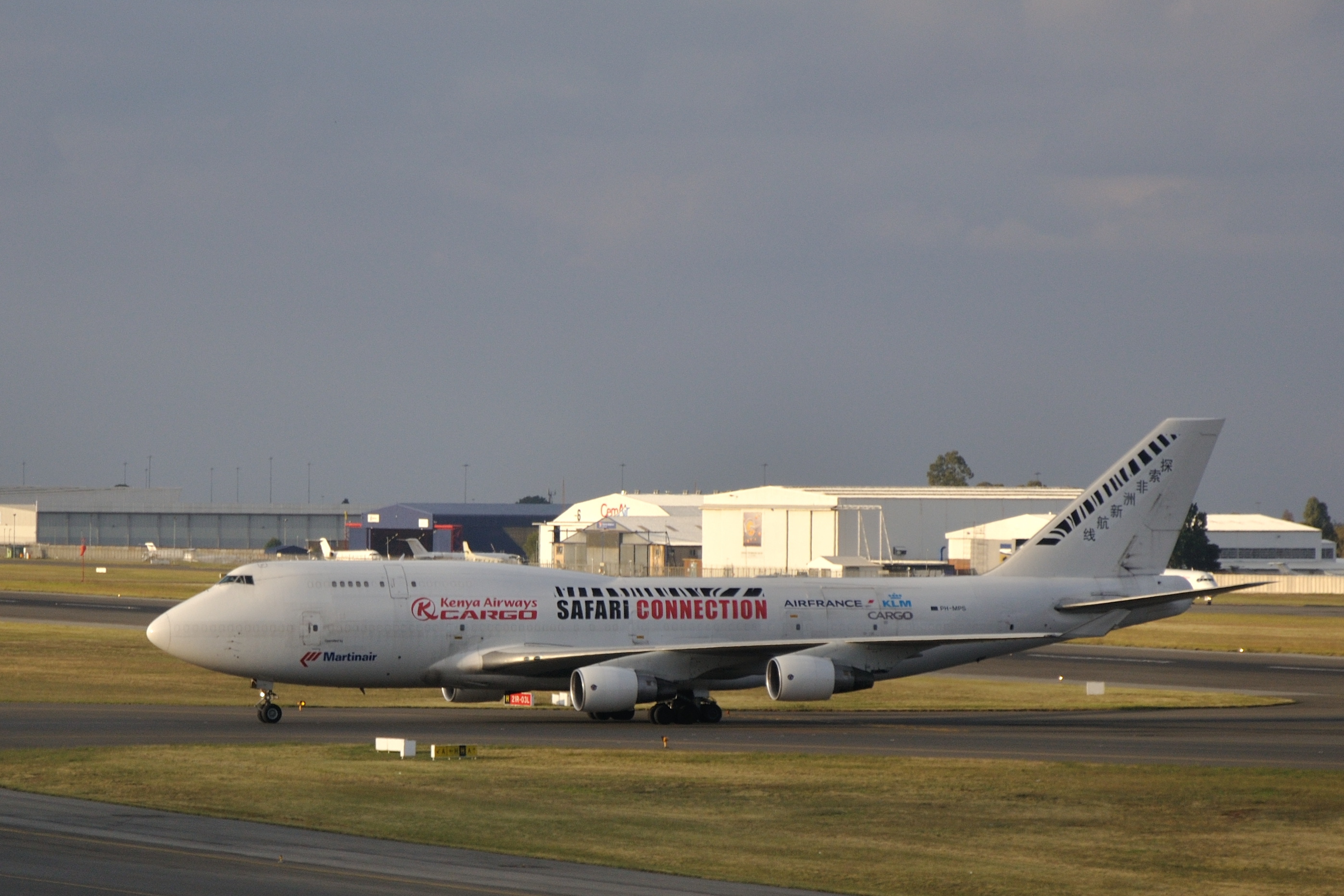
마르틴 에어의 보잉 747-400BCF